# Visual snow
Visual snow (VS) är en ovanlig, långvarig eller ofta kronisk visuell störning som orsakar "snö" eller ett tv-liknande flimmer i hela eller delar av synfältet. Intensiteten varierar från person till person. Det syns ofta tydligare på enfärgade bakgrunder. I vissa fall kan det begränsa en persons vardag då det kan vara jobbigt att läsa eller liknande.[källa behövs] Traditionellt har VS betraktats som en variant av migrän. Men enligt forskning som gjorts fram till 2017 i England och Tyskland visar på att det varit en felaktig slutsats. Diagnosen ställs utifrån symtomen.

## Relaterade symptom
Symptom som ofta kommer tillsammans med VS är ljuskänslighet, svårigheter med mörkerseende, migrän och ringningar i öronen.